# Epirhynchites martynovi
Epirhynchites martynovi là một loài bọ cánh cứng trong họ Rhynchitidae. Loài này được Ter-Minassian miêu tả khoa học năm 1947.